# Zach Galligan
Zachary Wolfe Galligan (Nova Iorque, 14 de fevereiro de 1964) é um ator norte-americano, mais conhecido por protagonizar os filmes de comédia de terror Gremlins (1984) e Gremlins 2: The New Batch (1990), no papel de Billy Peltzer.

## Primeiros anos e educação
Galligan nasceu na cidade de Nova Iorque, filho de Carol Jean (nome de solteira: Wolfe), uma psicóloga, e Arthur John Galligan, um advogado que foi sócio fundador do escritório de advocacia Dickstein Shapiro. Ele tem uma irmã, Jessica, e graduou-se na Universidade Columbia.

## Carreira
Aos 20 anos, Galligan estreou no cinema no longa-metragem Gremlins (1984), no papel do protagonista Billy Peltzer, o que lhe rendeu sucesso imediato. Nesse mesmo ano, ele interpretou o personagem principal em Nothing Lasts Forever, uma comédia fantástica com Bill Murray e Dan Aykroyd que foi exibida publicamente raras vezes, pois nunca foi lançada oficialmente nos Estados Unidos. Ele apareceu em vários filmes do diretor Anthony Hickox, entre os quais as comédias de terror Waxwork (1988) e Waxwork II: Lost in Time, nos quais também atuou como protagonista; ele fez ainda uma breve aparição não creditada em Hellraiser 3 (1992), também dirigido por Hickox.
Galligan reinterpretou Billy na sequência Gremlins 2: The New Batch (1990). No decorrer de sua carreira, participou de várias produções lançadas diretamente em vídeo, tais como o filme Cyborg 3: The Recycler (1995), geralmente interpretando papéis pequenos. Na televisão, participou de algumas séries populares como Melrose Place, Tales from the Crypt e 7th Heaven, bem como atuou em alguns telefilmes. Após um período afastado da mídia, o ator apareceu em 2013 no filme de terror independente Hatchet III. Em 2016, a banda britânica de rock progressivo Gandalf's Fist anunciou que Galligan dublaria um personagem em seu álbum The Clockwork Fable.

## Filmografia

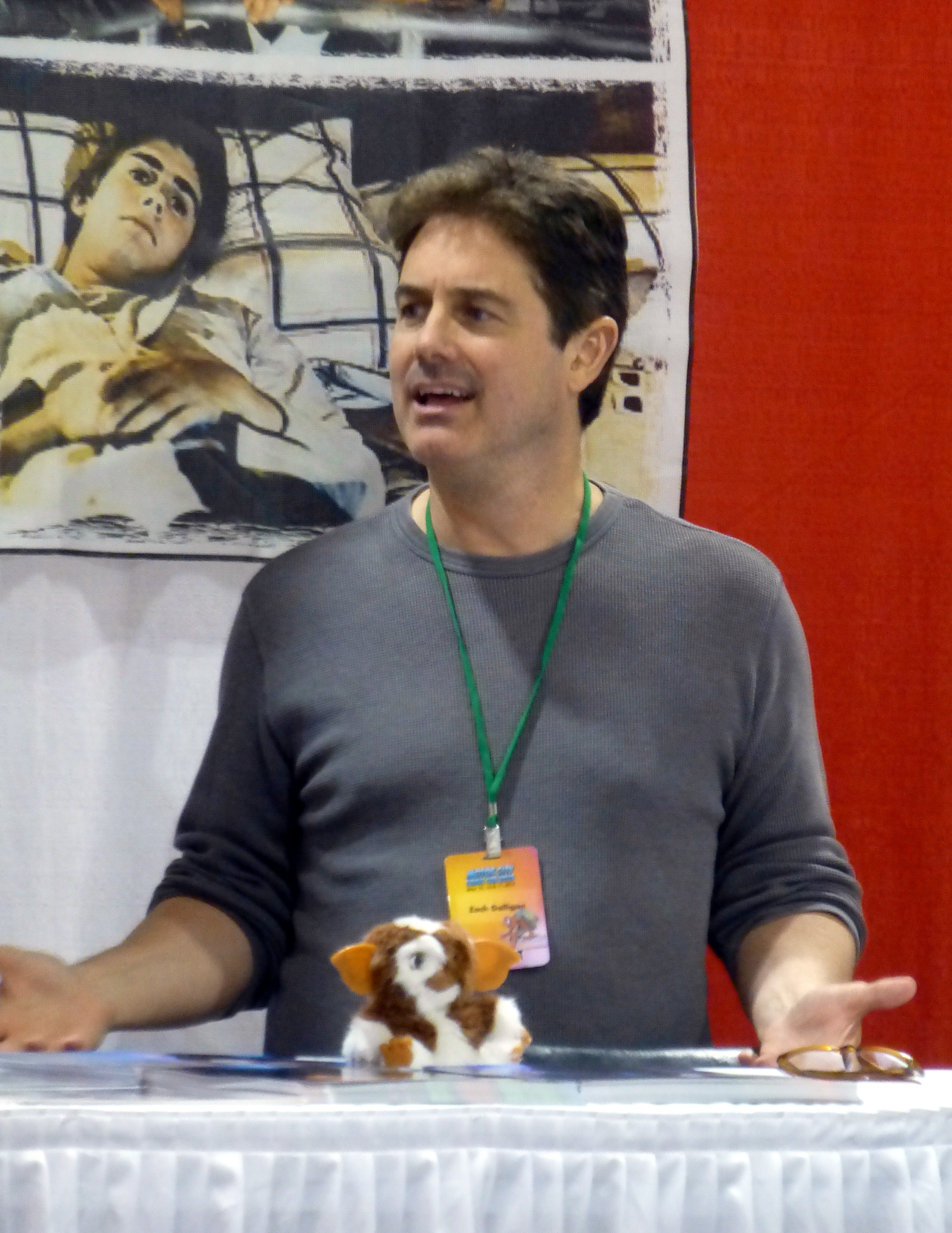
Galligan em 2015, durante uma convenção de fãs em Michigan. Próximo a ele, um boneco representando as criaturas do filme Gremlins e, ao fundo, uma imagem do ator em cena dessa produção.

### Cinema
| Ano  | Filme                      | Papel                                    | Ref.   |
| ---- | -------------------------- | ---------------------------------------- | ------ |
| 1984 | Gremlins                   | Billy Peltzer                            | [ 9 ]  |
| 1984 | Nothing Lasts Forever      | Adam Beckett                             | [ 9 ]  |
| 1988 | Waxwork                    | Mark Loftmore                            | [ 9 ]  |
| 1990 | Gremlins 2: The New Batch  | Billy Peltzer                            | [ 9 ]  |
| 1990 | Mortal Passions            | Todd                                     | [ 9 ]  |
| 1991 | Zandalee                   | Rog                                      | [ 9 ]  |
| 1992 | Round Trip To Heaven       | Steve                                    | [ 9 ]  |
| 1992 | Waxwork II: Lost in Time   | Mark Loftmore                            | [ 9 ]  |
| 1993 | Warlock: The Armageddon    | Douglas                                  | [ 9 ]  |
| 1993 | All Tied Up                | Brian Hartley                            | [ 9 ]  |
| 1994 | Caroline at Midnight       | Jerry Hiatt                              | [ 9 ]  |
| 1994 | Ice                        | Rick Corbit                              | [ 11 ] |
| 1995 | Cyborg 3: The Recycler     | Evans                                    | [ 9 ]  |
| 1997 | Cupid                      | Eric Rhodes                              | [ 9 ]  |
| 1997 | Prince Valiant             | Sir Kay                                  | [ 9 ]  |
| 1997 | The First to Go            | Adam Curtis                              | [ 12 ] |
| 1998 | Storm Trooper              | Kreigal                                  | [ 9 ]  |
| 1999 | Arthur's Quest             | Rei Pendragon                            | [ 9 ]  |
| 1999 | The Storytellers           | Greer Sandler                            | [ 12 ] |
| 2000 | Little Insects             | Rei Foptop                               | [ 9 ]  |
| 2000 | Raw Nerve                  | Ethan Lang                               | [ 9 ]  |
| 2000 | G-Men from Hell            | Dalton                                   | [ 9 ]  |
| 2000 | What They Wanted, They Got | Pete Drake                               | [ 9 ]  |
| 2001 | The Tomorrow Man           | Spence                                   | [ 12 ] |
| 2001 | Gabriela                   | Pat                                      | [ 9 ]  |
| 2001 | Point Doom                 | Spider                                   | [ 12 ] |
| 2002 | Infested                   | Warren                                   | [ 11 ] |
| 2005 | Legion of the Dead         | Dr. Swatek                               | [ 12 ] |
| 2007 | Let Them Chirp Awhile      | Hart Carlton                             | [ 13 ] |
| 2009 | The Pack                   | Anson                                    | [ 12 ] |
| 2010 | Nightbeasts                | Charles Thomas                           | [ 13 ] |
| 2010 | Cut                        | Jack                                     | [ 13 ] |
| 2013 | Hatchet III                | Xerife Fowler                            | [ 13 ] |
| 2015 | Kampout                    | Detetive Benson                          | [ 13 ] |
| 2016 | The Chair                  | Riley                                    | [ 13 ] |
| 2019 | Madness in the Method      | Diretor / Zack / Advogado de Kevin Smith | [ 12 ] |
| 2019 | Evil Little Things         | Padrasto                                 | [ 13 ] |
| 2020 | Bad Candy                  | Paul                                     | [ 13 ] |

### Televisão
| Ano       | Título                                                          | Papel                  | Notas                         | Ref.   |
| --------- | --------------------------------------------------------------- | ---------------------- | ----------------------------- | ------ |
| 1983      | Jacobo Timerman: Prisoner Without a Name, Cell Without a Number | Hector Timerman        | Telefilme (NBC)               | [ 9 ]  |
| 1985      | Surviving                                                       | Rick Brogan            | Telefilme (ABC)               | [ 9 ]  |
| 1987–1988 | The Lawrenceville Stories                                       | William "Hickey" Hicks | Minissérie, três episódios    | [ 14 ] |
| 1991      | Psychic                                                         | Patrick Costello       | Telefilme (USA Network)       | [ 9 ]  |
| 1992      | Melrose Place                                                   | Rick Danworth          | Episódio: "For Love or Money" | [ 9 ]  |
| 1992      | Tales from the Crypt                                            | David                  | Episódio: "Strung Along"      | [ 9 ]  |
| 1993      | For Love and Glory                                              | Thomas Doyle           | Telefilme (CBS)               | [ 9 ]  |
| 1997      | Dr. Quinn, Medicine Woman                                       | Chester Barnes         | Episódio: "The Homecoming"    | [ 9 ]  |
| 1998      | The Love Boat: The Next Wave                                    | Bill Chase             | Episódio: "Reunion"           | [ 9 ]  |
| 1998      | Star Trek: Voyager                                              | Alferes David Gentry   | Episódio: "In the Flesh"      | [ 9 ]  |
| 1999      | Chicken Soup for the Soul                                       | Jovem                  | Episódio: "My Convertible"    | [ 9 ]  |
| 2001      | 7th Heaven                                                      | Dr. Kent               | Episódio: "Work"              | [ 15 ] |
| 2003      | Law & Order: Criminal Intent                                    | Eddie Malloy           | Episódio: "Happy Family"      | [ 11 ] |
| 2003      | Momentum                                                        | Diretor Hammond        | Telefilme                     | [ 11 ] |
| 2018      | The Keith & Paddy Picture Show                                  | Ele mesmo              | Episódio: "Gremlins"          | [ 16 ] |